# Toyota GR Supra Racing Concept
Toyota GR Supra Racing Concept – koncepcyjny samochód wyścigowy zaprezentowany przez Toyotę na Międzynarodowym Salonie Samochodowym w Genewie w 2018 roku. Jak twierdzą projektanci, jego konstrukcja ma prezentować możliwości samochodu do jazdy na torze i drogach publicznych. Na drzwiach samochód znalazł się numer 90, co jest zapowiedzią premiery kolejnej generacji Toyoty Supry – poprzednia nosiła oznaczenie A80.
Auto w specyfikacji torowej zostało wyposażone w lekkie nadwozie z kompozytów, elementy poprawiające właściwości aerodynamiczne, takie jak przedni spojler, dyfuzor, dodatkowe lotki czy duże tylne skrzydło. Samochód ma również obniżone zawieszenie, zmodyfikowany układ wydechowy, tarcze hamulcowe i zaciski firmy Brembo Racing, obręcze kół BBS i opony Michelin. We wnętrzu znalazły się m.in. kubełkowy fotel i pasy OMP, klatka bezpieczeństwa oraz wyścigowa kierownica z wyświetlaczem i manetkami zmiany biegów.
Stylistyka samochodu w dużym stopniu nawiązuje do wyglądu zaprezentowanego w 2014 roku konceptu Toyota FT-1. Na tej podstawie niektórzy analitycy wnioskują, że najnowsza generacja Toyoty Supry będzie wyglądem zbliżona do FT-1.